# Coupe d'Europe de BMX 2015
Navigation
2014 2016
La Coupe d'Europe de BMX 2015 (2015 BMX European Cup en anglais) est la deuxième édition de la Coupe d'Europe de BMX.
La compétition se déroule du 3 avril au 18 octobre 2015 sur 5 rencontres de 2 jours, soit 10 manches. Les lieux de compétitions sont Zolder (Belgique), Messigny-et-Vantoux (France), Bjerringbro (Danemark), Echichens (Suisse) et Manchester (Royaume-Uni).

## Hommes élites

### Résultats
| Lieu                       | Date         | Manche    | Vainqueur       | Deuxième           | Troisième             |
| -------------------------- | ------------ | --------- | --------------- | ------------------ | --------------------- |
| Zolder Belgique            | 4 avril      | Manche 1  | Connor Fields   | Amidou Mir         | Twan Van Gendt        |
| Zolder Belgique            | 5 avril      | Manche 2  | Niek Kimmann    | Twan Van Gendt     | David Herman          |
| Messigny-et-Vantoux France | 2 mai        | Manche 3  | Amidou Mir      | Niek Kimmann       | Romain Mayet          |
| Messigny-et-Vantoux France | 3 mai        | Manche 4  | Niek Kimmann    | Joris Harmsen      | Rihards Veide         |
| Bjerringbro Danemark       | 6 juin       | Manche 5  | Twan Van Gendt  | Joris Harmsen      | Rihards Veide         |
| Bjerringbro Danemark       | 7 juin       | Manche 6  | Niek Kimmann    | Yoshitaku Nagasako | Joris Harmsen         |
| Echichens Suisse           | 19 septembre | Manche 7  | Edžus Treimanis | Joris Harmsen      | Jordy van der Heijden |
| Echichens Suisse           | 20 septembre | Manche 8  | David Graf      | Renaud Blanc       | Niels Bensink         |
| Manchester Royaume-Uni     | 17 octobre   | Manche 9  | Liam Phillips   | Kyle Evans         | Joris Harmsen         |
| Manchester Royaume-Uni     | 18 octobre   | Manche 10 | Liam Phillips   | Kyle Evans         | Rihards Veide         |

### Classement
| Pos | Cycliste              | Pays     | Total | Drapeau de la Belgique | Drapeau de la Belgique | Drapeau de la France | Drapeau de la France | Drapeau du Danemark | Drapeau du Danemark | Drapeau de la Suisse | Drapeau de la Suisse | Drapeau du Royaume-Uni | Drapeau du Royaume-Uni |
| --- | --------------------- | -------- | ----- | ---------------------- | ---------------------- | -------------------- | -------------------- | ------------------- | ------------------- | -------------------- | -------------------- | ---------------------- | ---------------------- |
| 1   | Joris Harmsen         | Pays-Bas | 235   | 24                     | 17                     | 19                   | 34                   | 29                  | 25                  | 29                   | 20                   | 21                     | 17                     |
| 2   | Niek Kimmann          | Pays-Bas | 198   | 29                     | 38                     | 35                   | 39                   | 22                  | 35                  |                      |                      |                        |                        |
| 3   | Edzus Treimanis       | Lettonie | 182   | 27                     | 27                     | 22                   | 17                   |                     |                     | 34                   | 18                   | 17                     | 20                     |
| 4   | Rihards Veide         | Lettonie | 163   | 12                     | 21                     | 20                   | 32                   | 24                  | 2                   | 16                   |                      | 16                     | 20                     |
| 5   | Jordy van der Heijden | Pays-Bas | 135   | 10                     | 8                      | 23                   | 13                   | 22                  | 21                  | 23                   | 15                   |                        |                        |
| 6   | Renaud Blanc          | Suisse   | 121   | 22                     | 18                     |                      |                      | 13                  | 19                  | 23                   | 26                   |                        |                        |
| 7   | Amidou Mir            | France   | 118   | 32                     | 25                     | 35                   | 26                   |                     |                     |                      |                      |                        |                        |
| 8   | Jonathan Demont       | Suisse   | 115   | 21                     | 16                     | 24                   | 20                   | 12                  | 10                  | 12                   |                      |                        |                        |
| 8   | David Graf            | Suisse   | 115   | 30                     | 28                     |                      |                      |                     |                     | 26                   | 31                   |                        |                        |
| 10  | Niels Bensink         | Pays-Bas | 111   | 11                     | 4                      | 20                   | 16                   | 16                  | 15                  | 5                    | 24                   |                        |                        |

## Femmes élites

### Résultats
| Lieu                       | Date         | Manche    | Vainqueur          | Deuxième           | Troisième          |
| -------------------------- | ------------ | --------- | ------------------ | ------------------ | ------------------ |
| Zolder Belgique            | 4 avril      | Manche 1  | Felicia Stancil    | Simone Christensen | Magalie Pottier    |
| Zolder Belgique            | 5 avril      | Manche 2  | Stefany Hernández  | Alise Post         | Simone Christensen |
| Messigny-et-Vantoux France | 2 mai        | Manche 3  | Stefany Hernández  | Elke Vanhoof       | Sandie Thibaut     |
| Messigny-et-Vantoux France | 3 mai        | Manche 4  | Stefany Hernández  | Elke Vanhoof       | Sandie Thibaut     |
| Bjerringbro Danemark       | 6 juin       | Manche 5  | Stefany Hernández  | Aneta Hladíková    | Simone Christensen |
| Bjerringbro Danemark       | 7 juin       | Manche 6  | Stefany Hernández  | Simone Christensen | Elke Vanhoof       |
| Echichens Suisse           | 19 septembre | Manche 7  | Elke Vanhoof       | Laura Smulders     | Nadja Pries        |
| Echichens Suisse           | 20 septembre | Manche 8  | Elke Vanhoof       | Laura Smulders     | Sandra Aleksejeva  |
| Manchester Royaume-Uni     | 17 octobre   | Manche 9  | Simone Christensen | Judy Baauw         | Charlotte Green    |
| Manchester Royaume-Uni     | 18 octobre   | Manche 10 | Simone Christensen | Charlotte Green    | Nadja Pries        |

### Classement
| Pos | Cycliste           | Pays      | Total | Drapeau de la Belgique | Drapeau de la Belgique | Drapeau de la France | Drapeau de la France | Drapeau du Danemark | Drapeau du Danemark | Drapeau de la Suisse | Drapeau de la Suisse | Drapeau du Royaume-Uni | Drapeau du Royaume-Uni |
| --- | ------------------ | --------- | ----- | ---------------------- | ---------------------- | -------------------- | -------------------- | ------------------- | ------------------- | -------------------- | -------------------- | ---------------------- | ---------------------- |
| 1   | Elke Vanhoof       | Belgique  | 174   | 17                     | 16                     | 27                   | 25                   | 21                  | 20                  | 14                   | 14                   | 9                      | 11                     |
| 2   | Stefany Hernandez  | Venezuela | 171   | 23                     | 34                     | 31                   | 31                   | 29                  | 23                  |                      |                      |                        |                        |
| 3   | Simone Christensen | Danemark  | 152   | 28                     | 27                     |                      |                      | 23                  | 23                  |                      |                      | 24                     | 27                     |
| 4   | Aneta Hladikova    | Tchéquie  | 106   | 18                     | 20                     | 19                   | 16                   | 22                  | 11                  |                      |                      |                        |                        |
| 5   | Nadja Pries        | Allemagne | 100   | 18                     | 13                     | 14                   | 7                    | 3                   | 2                   | 7                    | 3                    | 17                     | 16                     |
| 6   | Judy Baauw         | Pays-Bas  | 86    | 10                     | 4                      | 10                   | 11                   | 11                  | 9                   |                      |                      | 19                     | 12                     |
| 7   | Dana Sprengers     | Pays-Bas  | 82    | 10                     | 14                     | 17                   | 17                   | 15                  | 9                   |                      |                      |                        |                        |
| 8   | Sandra Aleksejeva  | Lettonie  | 77    | 10                     | 12                     | 8                    | 16                   | 14                  | 4                   | 2                    | 7                    |                        | 4                      |
| 9   | Natalia Suvorova   | Russie    | 70    | 17                     | 13                     | 18                   | 22                   |                     |                     |                      |                      |                        |                        |
| 10  | Eva Ailloud        | France    | 58    | 2                      |                        | 14                   | 20                   |                     |                     |                      |                      | 12                     | 10                     |